# Premiers Doutes (film, 2007)
Pour plus de détails, voir Fiche technique et Distribution.
Premiers Doutes (Primal Doubt) est un film américain réalisé par Yelena Lanskaya et sorti en 2007.

## Fiche technique
- Titre : Premiers Doutes
- Titre original : Primal Doubt
- Réalisateur : Yelena Lanskaya
- Scénario : Stephen Niver
- Genre : Drame
- Format : Couleurs
- Durée : 90 minutes
- Pays :  États-Unis
- Date de sortie : 
  - États-Unis : 5 décembre 2007

## Distribution
- Janine Turner : Jean Harper
- Costas Mandylor : Chase Harper
- Maeve Quinlan : Holly
- William Allen Young : Detective Ben Riggs
- Freda Foh Shen : Détective Maggie Conrad
- Jamie Rose : Dr. Marianne Thorne
- Brittany Ishibashi : Carla
- Amanda Fuller : Claire Harper
- Nick Kiriazis : Travis Freeman
- Rae Ritke : Amanda Freeman
- Emily Warfield : Assistant
- Monica McSwain : Assistant